# ライト R-2600

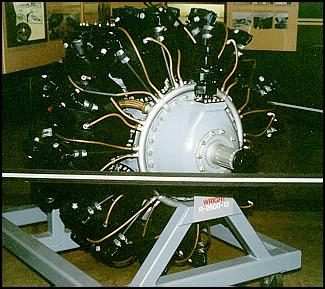
R-2600-13 サイクロン 14

ライト R-2600 サイクロン 14（Wright R-2600 Cyclone 14 ）は、アメリカのカーチス・ライトによって開発・製造された航空機用空冷星型エンジン。1930年代から1940年代にかけて使用され、通称ツイン・サイクロン（Twin Cyclone ）エンジンとも呼ばれる。

## 経緯
R-1820 サイクロン 9の開発で成功したカーチス・ライトは、さらに強力なエンジンの開発を目指し、1935年にR-1820を複列14気筒化したR-2600を製作した。このエンジンはアメリカ陸軍のA-20 ハボック、B-25 ミッチェルや海軍のSB2C ヘルダイバー、TBF アベンジャーなど後に第二次世界大戦で活躍することになる軍用機へ採用された。

## 主要諸元 (GR-2600-C14)
- タイプ：空冷星型14気筒
- ボア・ストローク：155.6 mm × 160.2 mm
- 排気量：42.7 L
- 全長：1,576 mm
- 直径：1,397 mm
- 空虚重量：930 kg
- 燃料供給方式：オートマチック・ミクスチャ・コントロール付ストロンバーグ PR48A 降流式キャブレター
- 過給機：機械式1段2速遠心型過給機
- 潤滑油機構：ドライサンプ 及び 圧縮機、ポンプ機2基
- 馬力
  - 高度 975 m 時：1,750 hp/2,600 rpm
  - 高度 4,575 m 時：1,450 hp/2,600 rpm
- 出力重量比：0.86 hp/lb (1.40 kW/kg)
- 圧縮比：6.9:1

## 主な搭載機
- XF6F-1/2 ヘルキャット
- SB2A バッカニア
- SB2C ヘルダイヴァー
- TBF/TBM アヴェンジャー
- PBJ ミッチェル
- PBM-1/3 マリナー
- A-20 ハヴォック
- A-22/A-30
- A-25 シュライク
- B-23 ドラゴン
- B-25 ミッチェル
- バルティモア

## 文献
Leonard Bridgman , Jane's fighting aircraft of World War II , New Jersey:Random House USA Inc. (1997) ISBN 0-517-67964-7

## 改良型
このエンジンのベースとなったR-1820はソビエト連邦にてシュベツォフ M-25としてライセンス生産されていたが、ソ連内での独自改良によってR-2600相当のシュベツォフ ASh-82が製造されていた。